# Нівалов Микола Миколайович
Микола Миколайович Нівалов (1 серпня 1932, місто Богородицьк, тепер Тульської області, Російська Федерація) — український радянський партійний діяч. Депутат Верховної Ради УРСР 9—11-го скликань. Член ЦК КПУ в 1976—1990 р. Народний депутат СРСР у 1989—1991 р.

## Біографія
У 1956 році закінчив Криворізький гірничорудний інститут, гірничий інженер.
У 1956—1962 роках — гірничий майстер, заступник начальника дільниці, секретар партійної організації шахти тресту «Ленінруда» Дніпропетровської області.
Член КПРС з 1957 року.
У 1962—1963 роках — секретар партійного комітету рудоуправління імені Орджонікідзе тресту «Ленінруда» Дніпропетровської області.
У 1963—1969 роках — 2-й секретар, 1-й секретар Жовтневого районного комітету КПУ міста Кривого Рогу Дніпропетровської області.
У 1969—1973 роках — 2-й секретар Криворізького міського комітету КПУ Дніпропетровської області.
У 1973—1979 роках — 1-й секретар Криворізького міського комітету КПУ Дніпропетровської області.
У лютому 1979 — 1984 року — 2-й секретар Дніпропетровського обласного комітету КПУ.
У 1984 — січні 1985 року — інспектор ЦК КПУ.
У січні 1985 — січні 1990 року — 1-й секретар Чернівецького обласного комітету КПУ.
Потім працював спеціалістом 1-ї категорії Кіровоградського відділення Управління уповноваженого Міністерства зовнішніх економічних зв'язків СРСР при Раді Міністрів Української РСР.
На пенсії у місті Києві.

## Нагороди
- орден Леніна
- орден Трудового Червоного Прапора
- орден «Знак Пошани»
- медалі
- Почесна грамота Президії Верховної Ради Української РСР (30.07.1982)